# کنیسه خورشیدی
کنیسه خورشیدی مربوط به دوره صفوی - دوره قاجار است و در اصفهان، محله جوباره، خیابان کمال، کوچه شهید افسرده واقع شده و این اثر در تاریخ ۲۰ اردیبهشت ۱۳۸۶ با شمارهٔ ثبت ۱۹۰۷۴ به‌عنوان یکی از آثار ملی ایران به ثبت رسیده است.